# Fusor instantáneo
Fusor instantáneo es un término relacionado con la nueva generación en tecnologías de la impresión láser. Este desarrollo permite ahorrar recursos de energía y tiempo en comparación con las anteriores impresoras láser. Consiste en sustituir la lámpara halógena por el calentador cerámico y elimina las diferencias de aire entre los cilindros metálicos y el dispositivo de calentamiento.

## Características
Desarrolla mayor velocidad de impresión y permite economizar el consumo eléctrico. 
En síntesis:
- Aumenta la productividad con la impresión de la primera página más rápidamente. 
  - Por ejemplo: en fusores anteriores, para imprimir 5 páginas distintas, necesitas 40 segundos para calentar la impresora y 15 para imprimir. Con el fusor instantáneo el calentamiento es de 15 segundos y la impresión también de 15 segundos.
- Ahorra dinero por su bajo consumo eléctrico.
- Es un sistema más silencioso ya que no utiliza ventiladores de enfriamiento.
- Permite mayor velocidad a la hora de imprimir desde el modo de ahorro de energía.

Si la impresión láser se caracteriza por sus velocidad de impresión, con el fusor instantáneo los ciclos se aceleran aún más.